# Casa natal de sant Antoni Maria Claret
La Casa natal de sant Antoni Maria Claret és un edifici del municipi de Sallent (Bages) inclosa en l'Inventari del Patrimoni Arquitectònic de Catalunya.

## Descripció
És un edifici compost de planta baixa i dos pisos. La planta baixa era antigament un obrador tèxtil, convertit després en capella, i actualment unida a l'església nova, havent desaparegut gran part del mur dret. El primer pis està destinat a oratori, ornamentat amb pintures i vitralls referents a la vida del sant, i una sala, la més propera al carrer, està destinada a museu, recollint diverses cartes, peces de roba i altres records i objectes del sant.

## Història
En aquesta casa va néixer sant Antoni Mª Claret el 1807. El 1920 la planta baixa fou convertida en capella i oberta al culte. El 1968 sofrí diverses reformes que la convertiren en una nau lateral de la nova església dedicada al sant.